# Det borde finnas regler (film)

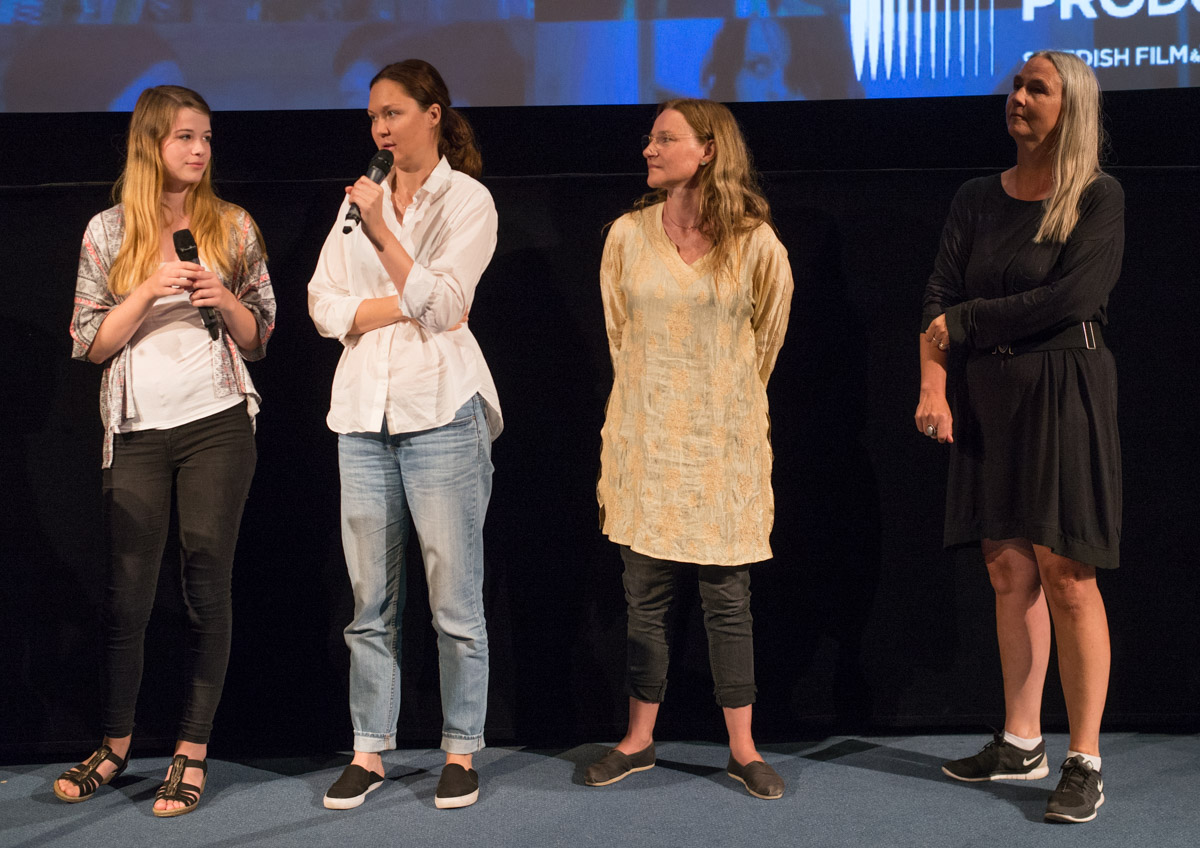
Filmen och gänget bakom Det borde finnas regler presenteras i Filmhuset i Stockholm 2015. Från vänster: Anna Hägglin, regissören Linda-Maria Birbeck, Annika Hallin och producenten Helene Mohlin.

Det borde finnas regler är en svensk dramafilm från 2015 i regi av Linda-Maria Birbeck. Den bygger på Lina Arvidssons debutroman Det borde finnas regler från 2012. I huvudrollen som Mia ses Anna Hägglin.

## Handling
De två vännerna Mia och Mirjams första steg ut i vuxenvärlden består av att röka, dricka alkohol, filosofera och längta efter kärlek. När Mirjam träffar den vuxne Per och inleder en kärleksrelation blir Mia provocerad, och försöker med hjälp av duons vän, Karl, att splittra paret, något som sätter vänskapen på prov. 
Samtidigt vacklar Mia mellan sina separerade föräldrar, mamman som hittat en ny man, och pappan som är alkoholiserad.

## Rollista
- Anna Hägglin – Mia
- Lo Salmson – Mirjam
- Ludvig Särnklint – Karl
- Annika Hallin – mamma
- Fredrik Gunnarson – pappa
- Magnus Schmitz – Kjell
- Aleksandar Gajic – Vlad
- Harald Leander – kioskägaren
- Kodjo Akolor – predikant
- Mads Korsgaard – Per
- Jan Rusch – Ivan
- Harry McVeigh – Harry McVeighs röst
- Osvald Harrysson – Micke Bergdahl
- Konstantin "Kostas" Vlastras – den snygga killen
- Konrad Carnemalm – Pers barn
- Bibi Lenhoff – Pers barn

## Om filmen
Det borde finnas regler bygger på Lina Arvidssons debutroman Det borde finnas regler från 2012. Filmen regisserades av Linda-Maria Birbeck som också skrev manus. Den producerades av Helene Mohlin och Leif Mohlin för bolaget Mint AB i samproduktion med Film i Skåne AB, Hedshot AB, Karterudfilm AB, Mosia HB och LME Birbeck. Den mottog stöd av Stiftelsen Svenska Filminstitutet. Klas Karterud var fotograf och Ulrika Rang klippare. Musiken komponerades av Jens Lindgård och Petter Lindgård.
Filmen premiärvisades på BUFF Filmfestival den 9 mars 2015 och hade biopremiär den 23 oktober 2015.

## Mottagande

### Kritiker
Filmen har medelbetyget 3,1/5 på Kritiker.se, baserat på tolv recensioner. Högst betyg fick den av Sydsvenskan (4/5) och Nöjesguiden och lägst av Göteborgs-Posten och Kommunalarbetaren (2/5).

## Priser och utmärkelser
| År   | Event                              | Kategori                                                     | Resultat  |
| ---- | ---------------------------------- | ------------------------------------------------------------ | --------- |
| 2015 | Nordic International Film Festival | Best Nordic Narrative Feature Film                           | Nominerad |
| 2015 | Woodstock Film Festival 2015       | Tangerine Entertainment Juice Award for Best Female Director | Vann      |

## Musik
- "Among the Stars", Miranda Gjerstad
- "The World Is My Clam Chowder", Martin Nellvé
- "Snälla kom tillbaks", Anna Hägglin
- "Det é jag", Jens Lindgård
- "Downfall", Martin Nellvé
- "Det finns inga regler", Jens Lindgård
- "Speedbumps", Alexandra Hamnede
- "Skip the Old Straight Four", Jens Lindgård
- "Waited Too Long", Jens Lindgård
- "Bubblepack", Petter Lindgård
- "Though and Bumpy", Miranda Gjerstad, Jens Lindgård
- "To Lose My Life", Harry McVeigh, Charles Cave, Jack Brown